# Golpe da lista telefônica
Um golpe da lista ou golpe da lista telefônica é uma tentativa de extorquir dinheiro de uma empresa ou profissional sob a falsa alegação de que se trata de um anúncio em lista telefônica.
A vítima recebe uma ligação solicitando a assinatura de um documento que segundo os golpistas é uma confirmação de endereço. Os criminosos continuam a fazer ligações pedindo para que a vítima realize um pagamento de um dívida que na realidade não existe, inclusive fazendo ameaças de protestos e ações judiciais.